# Kunsthalle Emden

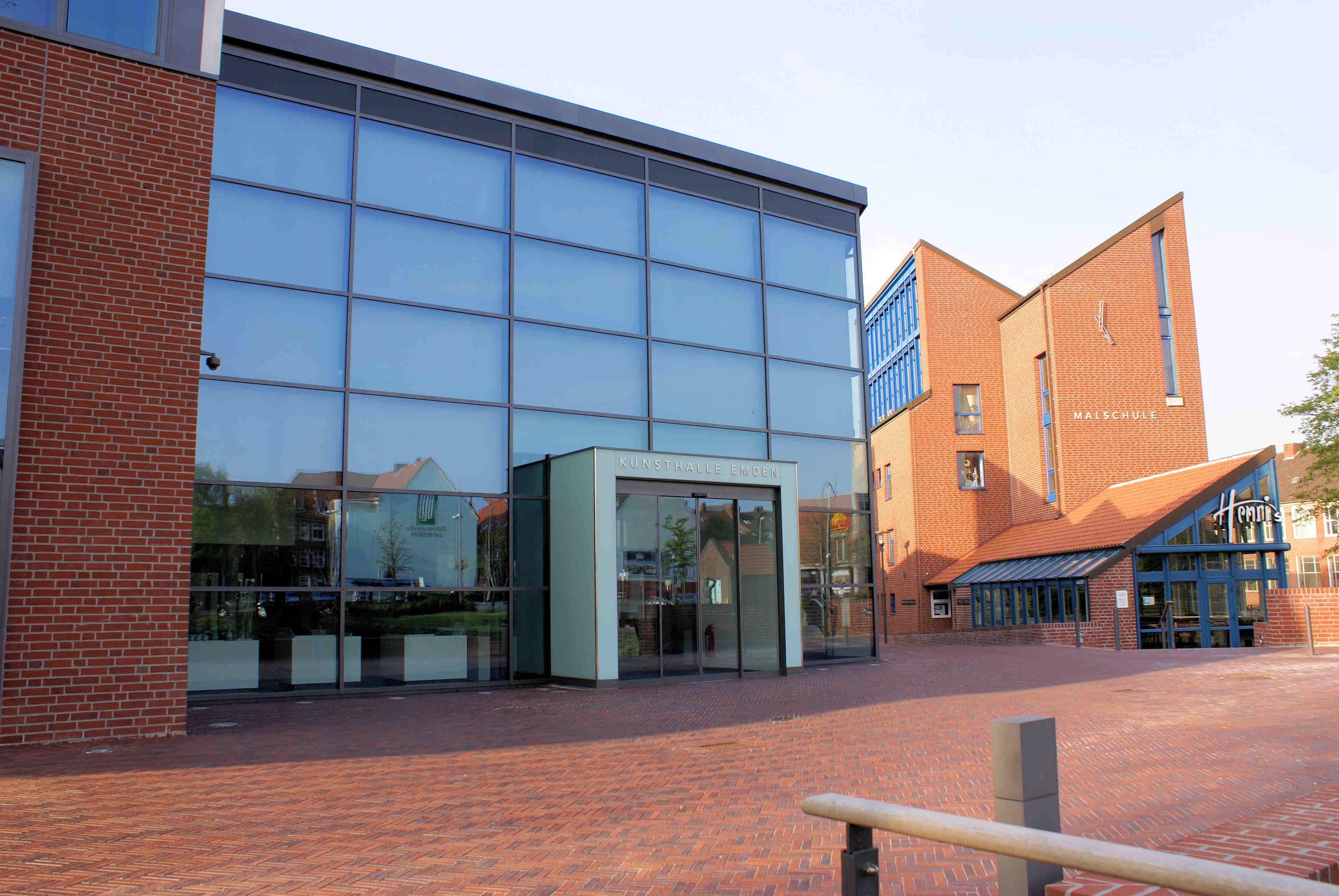
Kunsthalle Emden

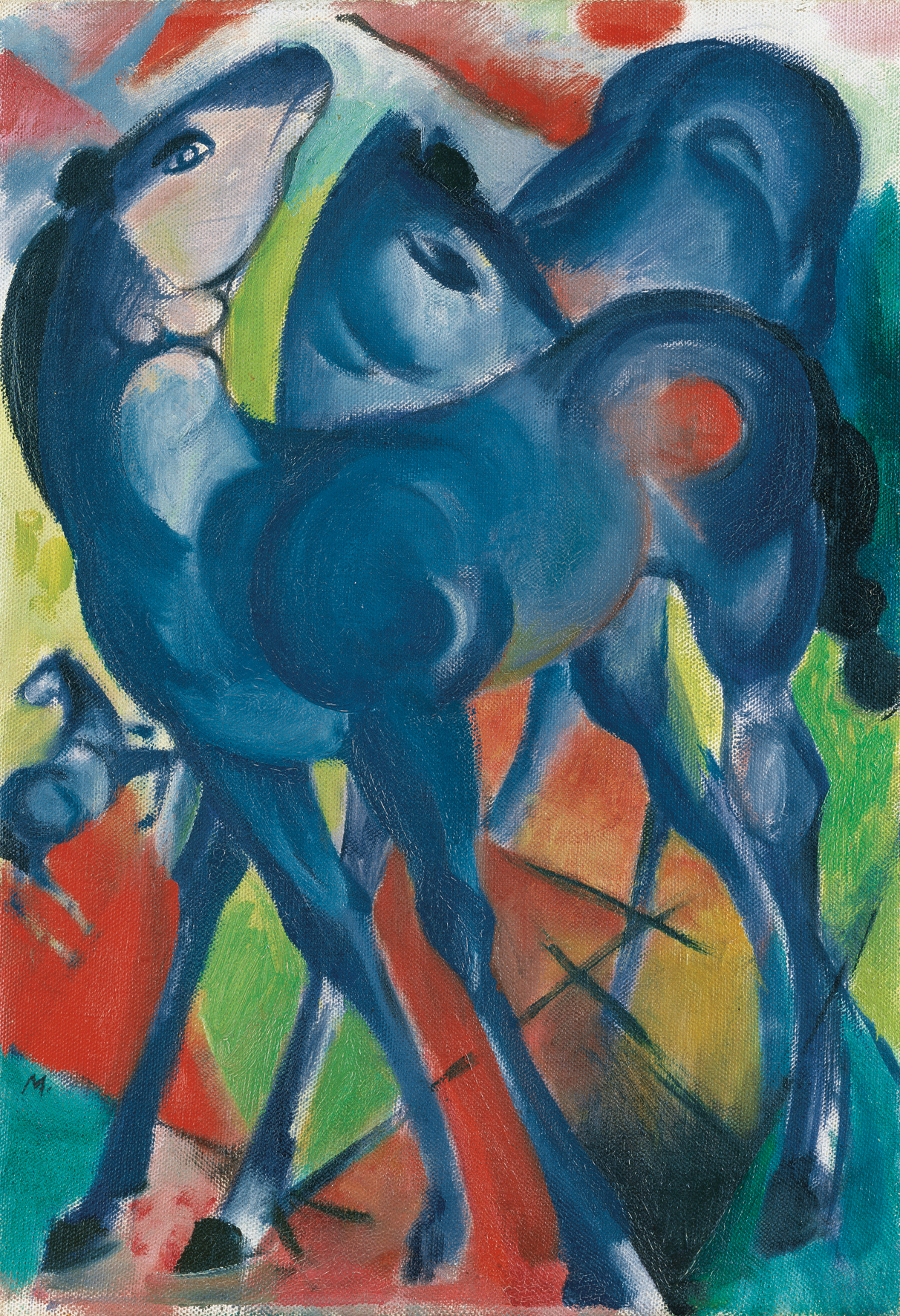
Franz Marc, Die blauen Fohlen, 1913.
Kunsthalle Emden (Stiftung Henri und Eske Nannen und Schenkung Otto van de Loo).

De Kunsthalle Emden is een museum voor moderne kunst in de noordwestelijke Duitse havenstad Emden in Nedersaksen.

## Beschrijving
De Kunsthalle is een uit typisch Oost-Friese baksteen opgetrokken gebouw, dat werd ontworpen door de architecten Friedrich en Ingeborg Spengelin uit Hannover. De bouw van het museum werd in 1983 mogelijk gemaakt door de in Emden geboren Henri Nannen (1913-1996), jarenlang de uitgever en hoofdredacteur van het tijdschrift Stern. Hij stelde daartoe een groot deel van zijn vermogen beschikbaar, waaronder zijn omvangrijke kunstverzameling, die vooral uit schilderijen en beeldhouwwerken uit de tijd van het expressionisme bestaat.
De Kunsthalle werd op 3 oktober 1986 geopend door het toenmalige Duitse staatshoofd Richard von Weizsäcker, die bij die gelegenheid de "menselijke dimensies" van het museum roemde. Aan Nannen werd vanwege de oprichting van het museum het ereburgerschap van de stad Emden verleend.
In 1997 werd een substantiële collectie moderne kunst geschonken door de verzamelaar Otto van de Loo (1924-2015). In hetzelfde jaar werd begonnen met een verbouwing van de Kunsthalle. Het vernieuwde en uitgebreide museum werd op 2 oktober 2000 heropend door bondskanselier Gerhard Schröder.
Nannens weduwe Eske Nannen, geboren Nagel (1942) leidt zowel het museum als de Stiftung Henri und Eske Nannen und Schenkung Otto van de Loo die de vaste collectie beheert.
Aan de Kunsthalle is een schilderopleiding voor kinderen verbonden.

## Collectie en tentoonstellingen
De Kunsthalle heeft een vaste collectie van ongeveer 1500 schilderijen, beelden en andere objecten. Daarvan zijn ongeveer 650 ingebracht door Henri Nannen bij de oprichting van het museum. Het zwaartepunt ligt bij schilderijen uit de periode van de nieuwe zakelijkheid en het Duitse expressionisme. Er is werk te zien van onder anderen Ernst Ludwig Kirchner, Max Pechstein, Franz Marc en Emil Nolde. De door Otto van de Loo gedoneerde collectie (ongeveer 200 objecten) bevat werken uit met name de informele schilderkunst, CoBrA en Gruppe SPUR.
Er worden jaarlijks gemiddeld ongeveer vijf speciale exposities ingericht. In april 2006 waren in het museum 103 exposities gehouden. De meest succesvolle daarvan was die over de Noorse schilder Edvard Munch, die van oktober 2004 tot januari 2005 ongeveer 120.000 bezoekers trok. Ook een tentoonstelling over Emil Nolde (1987) en de expositie Der Akt (2002/2003) werden goed bezocht.
De Kunsthalle Emden organiseert in samenwerking met diverse beeldenparken jaarlijks de Garten Eden Ostfriesland.